# Joseph Ward (bokser)
Joseph Ward (ur. 30 października 1993 r. w Athlone) – irlandzki bokser występujący wadze półciężkiej, trzykrotny medalista mistrzostw świata, trzykrotny mistrz Europy.

## Kariera
Boks zaczął trenować w 2002 roku.
W 2008 roku zdobył brązowy medal mistrzostw Europy juniorów w Płowdiwie. Rok później został mistrzem świata w Erywaniu w tej samej kategorii wiekowej. Tytuł młodzieżowego mistrza świata uzyskał w 2010 roku, zwyciężając podczas młodzieżowych mistrzostw świata w Baku. Tego samego roku wystąpił igrzyskach olimpijskich młodzieży w Singapurze, przegrywając w walce o piąte miejsce z Adiletem Rakiszewem z Kazachstanu.
W czerwcu 2011 roku zdobył złoty medal na mistrzostwach Europy w Ankarze, pokonując w finale Rosjanina Nikitę Iwanowa. W październiku tego samego roku wystąpił podczas mistrzostw świata w Baku. Odpadł tam w drugiej rundzie po niewielkiej porażce na punkty z Irańczykiem Ehsanem Rouzbahanim.
Na mistrzostwach Europy w 2013 roku w Mińsku odpadł po pierwszej walce, przegrywając w trzeciej rundzie przez techniczny nokaut z Mateuszem Trycem. W październiku tego samego roku zdobył brąz w wadze półciężkiej podczas mistrzostw świata w Ałmaty. W półfinale przegrał z Kubańczykiem Julio Césarem La Cruzem.
Dwa lata później po raz drugi został mistrzem Europy w Samokowie. Tym razem w finale okazał się lepszy od Holendra Petera Müllenberga. W październiku na mistrzostwach świata w Dosze zdobył srebro, przegrywając z Julio Césarem La Cruzem z Kuby.
W 2016 roku wziął udział podczas igrzysk olimpijskich w Rio de Janeiro w wadze półciężkiej, jednak odpadł w pierwszej walce z Carlosem Miną z Ekwadoru. W czerwcu następnego roku został po raz trzeci z rzędu mistrzem Europy w Charkowie. W finale pokonał Muslima Gadżimagomiedowa reprezentującego Rosję. We wrześniu tego samego roku zdobył srebrny medal podczas mistrzostw świata w Hamburgu, przegrywając w ostatniej walce z Kubańczykiem Julio Césarem La Cruzem.